# Factor de impacto

Una gráfica representando el aumento del factor de impacto en los artículos científicos.

Factor de impacto (también conocido como índice de impacto), más común en inglés como impact factor, es una medida de la importancia de una publicación científica.
El Instituto para la Información Científica (Institute for Scientific Information o ISI) lo calcula cada año para aquellas publicaciones a las que da seguimiento, las cuales son publicadas en un informe de citas llamado Journal Citation Reports.
El factor de impacto tiene una influencia enorme pero controvertida en cuanto a la forma en que las publicaciones científicas de investigación son percibidas y evaluadas. En los últimos años se han propuesto nuevas medidas de impacto que tienen en cuenta el impacto y la difusión de los trabajos en internet, a las que se denominan genéricamente Altmetrics.

## Cálculo
El factor de impacto se calcula generalmente con base en un periodo de dos años. Por ejemplo, el factor de impacto en el año 2003 para una determinada publicación puede calcularse como sigue:
A = Número de veces en que los artículos publicados en esta revista en el periodo 2001-2002 han sido citados por las publicaciones a las que se les da seguimiento a lo largo del año 2003
B = Número de artículos publicados en esta revista en el periodo 2001-2002.
Factor de impacto 2003 = A/B
{\displaystyle {\text{FI}}_{y}={{\text{Citaciones}}_{y} \over {\text{Publicaciones}}_{y-1}+{\text{Publicaciones}}_{y-2}}}
(y es el año de estudio)
Existen algunos matices de esto: el Instituto de Información Científica excluye cierto tipo de artículos (p. ej. artículos de noticias, correspondencia, fe de erratas) del denominador. También, para publicaciones nuevas, el mencionado instituto calcula en ocasiones un factor de impacto con solo dos años de información.

## Pros y contras
En ocasiones es útil poder comparar distintas publicaciones y grupos de investigación. Por ejemplo, un patrocinador de un grupo científico deseará comparar los resultados para determinar la productividad de sus inversiones. Esto requiere una medida objetiva de la importancia de distintas publicaciones, y el factor de impacto es una de ellas. Consecuentemente existe una demanda por medidas como esta.
Las propiedades favorables del factor de impacto incluyen:
- Cobertura internacional amplia con más de 8400 publicaciones de 60 países.
- Los resultados son publicados y disponibles gratuitamente.
- Es fácil de usar y entender.

El factor de impacto, sin embargo, no es infalible. Por ejemplo, es cuestionable si el número de citas mide la calidad o la cantidad de publicaciones. Además, en una publicación que requiere de un largo tiempo para publicar, puede ser imposible que cite artículos suficientemente nuevos que estén dentro de los tres años en cuestión. De hecho, para algunas publicaciones, el tiempo entre la recepción y la publicación de un trabajo puede ser superior a 2 años, lo que le deja solo un año para ser citado. En cambio, un periodo base más largo será lento para ajustarse a las tendencias de cambio.
Los fallos más comunes atribuidos al factor de impacto incluyen:
- El número de las citas no mide realmente la calidad de la publicación, pero sí la cantidad de publicaciones.
- El periodo de cálculo base para citas es muy corto. Los artículos clásicos son citados frecuentemente aún después de décadas.
- La naturaleza de los resultados en distintas áreas de investigación produce distinta cantidad de publicaciones y a diferente ritmo, lo que tiene un efecto en el factor de impacto. Generalmente, por ejemplo, las publicaciones médicas tienen un factor de impacto más alto que las publicaciones matemáticas.[2][3]

### Políticas editoriales que pueden afectar el factor de impacto
Una revista científica puede adoptar políticas editoriales para incrementar su factor de impacto. Por ejemplo, las revistas pueden publicar un mayor porcentaje de artículos de revisión, los cuales suelen recibir más citas que los artículos de investigación originales. Por lo tanto, los artículos de revisión pueden aumentar el factor de impacto de la revista, y las revistas especializadas en artículos de revisión suelen tener los factores de impacto más altos en sus respectivas disciplinas. Algunos editores establecen su política de envío a "solo por invitación" para invitar exclusivamente a científicos de alto nivel a publicar artículos "citables" para aumentar el factor de impacto de la revista.
Las revistas también pueden intentar limitar el número de "elementos citables", es decir, el denominador de la ecuación del factor de impacto, ya sea al negarse a publicar artículos que sean poco probables que se citen (como los casos clínicos en las revistas médicas) o al alterar artículos (por ejemplo, al no permitir un resumen o una bibliografía con la esperanza de que  el Journal Citation Reports no lo considere un "elemento citable"). Como resultado de las negociaciones sobre qué tan citables son los artículos, se han observado variaciones del factor de impacto de más del 300%. Los elementos que se consideran no citables, y por lo tanto no se incorporan en los cálculos del factor de impacto, pueden, si se citan, aún entrar en la parte del numerador de la ecuación a pesar de la facilidad con que tales citas podrían excluirse. Este efecto es difícil de evaluar, ya que no siempre es obvia la distinción entre un comentario editorial y un artículo original corto. Por ejemplo, las cartas al editor pueden referirse a cualquiera de los dos tipos.
Otra táctica menos insidiosa que emplean las revistas es publicar una gran parte de sus documentos, o al menos los documentos que se espera que sean altamente citados, a principios del año calendario. Esto le da a esos documentos más tiempo para reunir citas. Existen varios métodos, no necesariamente con malas intenciones, para que una revista cite artículos en la misma revista, lo que aumentará su factor de impacto.
Además de las políticas editoriales que pueden sesgar el factor de impacto, las revistas pueden tomar medidas para jugar con el sistema. Por ejemplo, en 2007, la revista especializada Folia Phoniatrica et Logopaedica, con un factor de impacto de 0.66, publicó una editorial que citaba todos sus artículos del 2005 al 2006 como protesta contra "la situación científica absurda en algunos países" relacionada con el uso del factor de impacto. El gran número de citas significó que el factor de impacto para esa revista aumentó a 1.44. Como resultado del aumento, la revista no se incluyó en la edición del 2008 ni del 2009 del Journal Citation Reports.
La citación coercitiva es una práctica en la que un editor obliga a un autor a agregar citas adicionales a un artículo antes de que la revista acepte publicarlo para inflar el factor de impacto de la revista. Una encuesta publicada en 2012 indica que la cita coercitiva ha sido experimentada por uno de cada cinco investigadores que trabajan en economía, sociología, psicología y múltiples disciplinas comerciales, y es más común en disciplinas de negocios y en revistas con un factor de impacto bajo. Sin embargo, se han reportado ocasionalmente casos de citación coercitiva en otras disciplinas.

## Otras medidas de impacto
Diversas organizaciones ofrecen medidas de impacto adicionales para revistas científicas.
- Por ejemplo, CiteScore es una métrica en Scopus para títulos seriados lanzada en diciembre de 2016 por Elsevier.[14][15]
- También hay métricas a nivel de autor como el índice H, que se usa individualmente para investigadores.
- Además, hay métricas a nivel artículo que en vez de medir a la revistas científicas miden a los artículos publicados.
- Hay otras métricas alternativas generales (o altmetrics), las cuales pueden incluir las vistas por artículo, el número de descargas o las menciones en redes sociales.